# Patinete

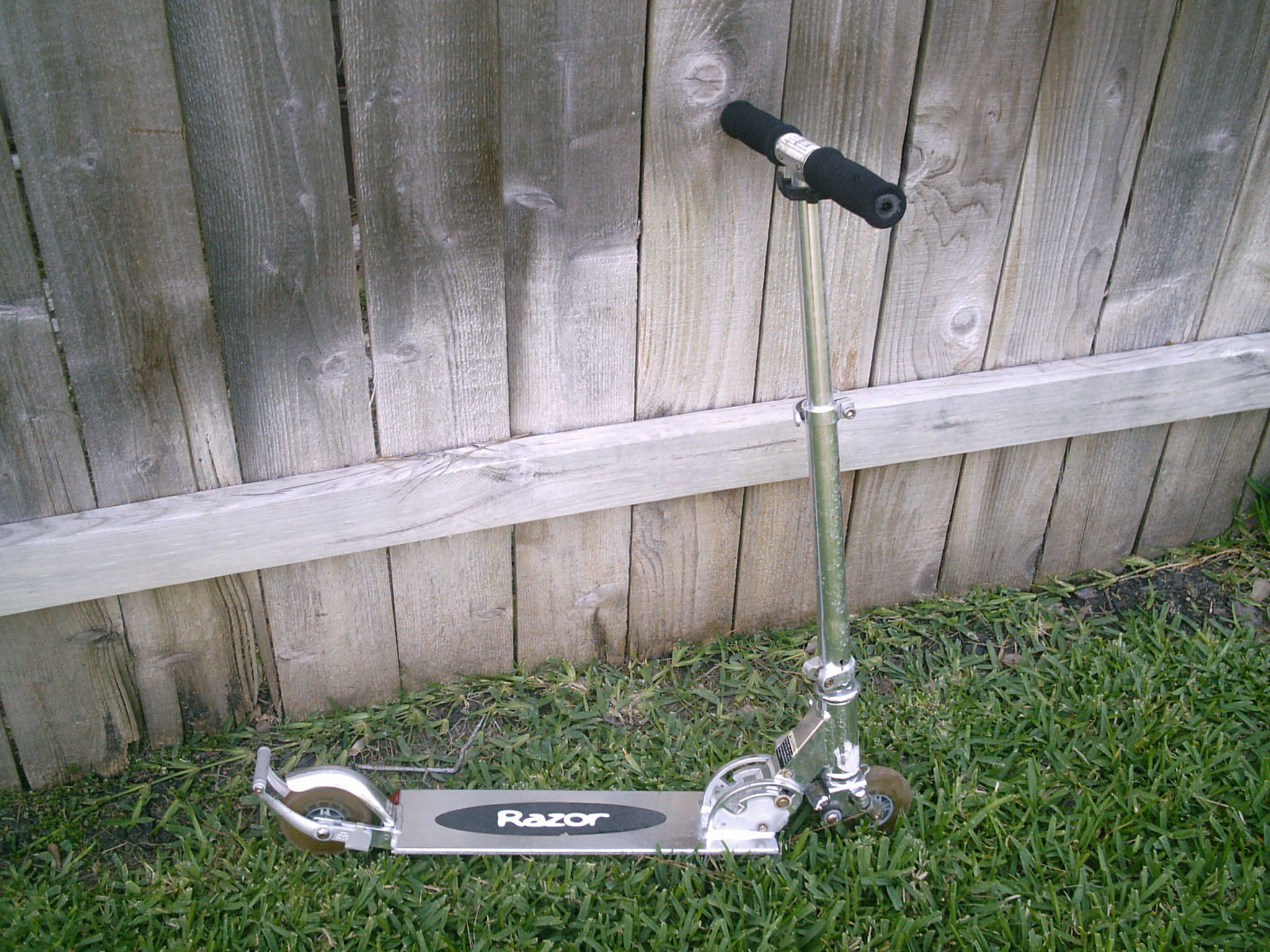
Um patinete típico

Trotineta (português europeu) ou Patinete (português brasileiro) é um meio de transporte, mais particularmente um velocípede, constituído por duas rodas em série, que sustentam uma base onde o usuário apoia os pés, guiando-o através de um guidão que se eleva até a altura da cintura.

## Variações

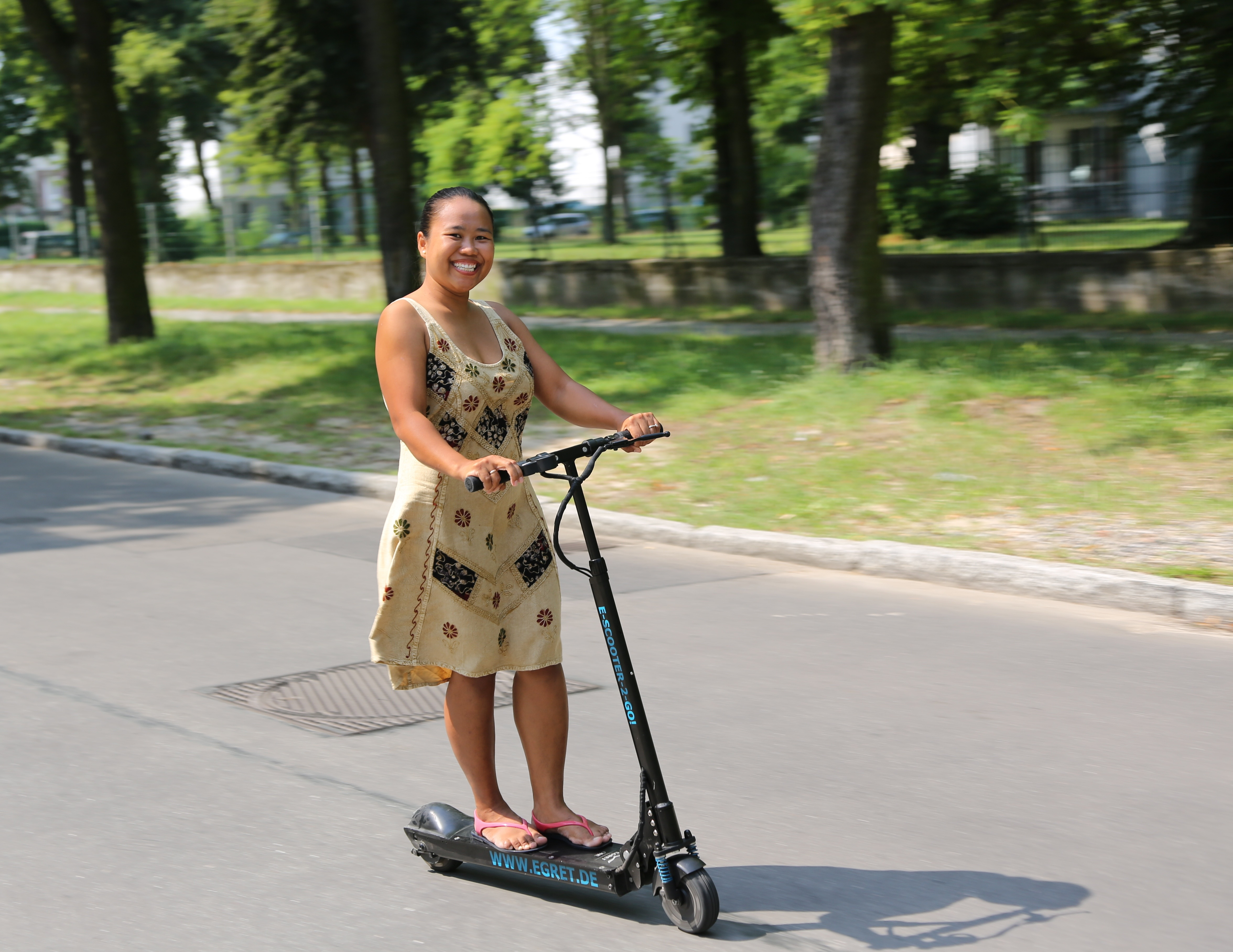
Pessoa com um patinete elétrico.

### Patinete clássico
Inicialmente o patinete, da década de 60, era feita de modo praticamente artesanal em madeira com rodas de borracha, e sua impulsão era dada por um dos pés do próprio usuário.

### Patinete atual
A partir da década de 90, surgiram versões mais atualizadas do patinete, feita com materiais mais leves e resistentes, como o alumínio, trocando as antigas rodas de borracha por material sintético. O design mais moderno e a estrutura mais resistente elevaram o patinete a um nível mais desportivo e radical, popularizando-a mundialmente, tornando-se um dos principais esportes de rua.

### Patinetes motorizados
Também foram desenvolvidas versões de patinetes impulsionadas por motor de combustível fóssil e motores elétricos, onde o usuário não precisa empurrar o patinete com o pé. Mais recentemente, foi lançado um patinete de motor elétrico com uma configuração pouco ortodoxa e controlo de equilíbrio, o Segway.